# 散囊菌目
散囊菌目（学名：Eurotiales）是子囊菌門的一目，部份物種被稱之為綠黴或青黴。

## 下级分类
- 曲菌科 Aspergillaceae
- 鹿松露科 Elaphomycetaceae
  - 鹿松露属 Elaphomyces
- 红曲科 Monascaceae
- 耐热囊菌科 Thermoascaceae
- 毛刷囊菌科 Trichocomaceae
  - 毛刷囊菌属 Trichocomaces